# Luís Zagallo
Luís Zagallo (1940 - 27 de junho de 2010) foi actor português com uma carreira no teatro, na televisão e no cinema. Em 1993 participou na telenovela "A Banqueira do Povo", em 2001 em "Olhos de Água", em 2003 em "Morangos com Açúcar" e em 2006 em "Floribella". Também fez parte do elenco das peças de teatro cómicas "Pijama para 6" e "Uma cama para 7"..
Faleceu a 27 de Junho de 2010, na Casa do Artista, com 69 anos. Era primo da locutora da RTP Isabel Wolmar e chegou a ser seu encenador.

## Televisão
- Zé Gato RTP 1979 'Artur Rodrigues'
- Chuva na Areia RTP 1985 'agente da PIDE'
- A Morgadinha dos Canaviais RTP 1990 'Lavrador'
- Terra Instável RTP 1991
- Telhados de Vidro TVI 1993 'Xavier'
- Sozinhos em Casa RTP 1993 'membro do júri'
- Verão Quente (telenovela) RTP 1993 'juiz'
- A Banqueira do Povo RTP 1993 'Mouzinho de Castro'
- Na Paz dos Anjos RTP 1994
- Nico D'Obra RTP 1994/1995
- Desencontros RTP 1995 'médico legista'
- Roseira Brava RTP 1996 'Mário Oliveira'
- Nós os Ricos RTP 1996 'inspector Cerzedelo'
- As Aventuras do Camilo SIC 1997
- Médico de Família (série) SIC 1998
- Jornalistas SIC 1999 'juiz'
- Todo o Tempo do Mundo TVI 1999/2000 'Dr. Gonçalves'
- Esquadra de Polícia RTP 2000
- A Febre do Ouro Negro RTP 2000 'padre'
- Amo-te Teresa SIC 2000 'juiz'
- O Processo dos Távoras RTP 2001
- Olhos de Água (telenovela) TVI 2001 'Gaspar'
- Nunca Digas Adeus TVI 2001
- Super Pai TVI 2002 'Santana'
- Camilo, o Pendura RTP 2002 'Falcão'
- A Minha Sogra é Uma Bruxa RTP 2002 'Afonso Camelo'
- A Jóia de África TVI 2002 'Amilcar Santos'
- Fúria de Viver SIC 2002
- Morangos com Açúcar TVI 2003/2004 'Martim Moura Bastos'
- Camilo em Sarilhos SIC 2005
- Floribella SIC 2006 'José Saldanha'
- Vingança SIC 2007 'Nuno Galvão'
- Chiquititas (Portugal) SIC 2008 'Tó Zé'